# Painel (filme)
Painel é um filme brasileiro de curta metragem de 1950 dirigido por Lima Barreto. É o primeiro curta-metragem produzido pela Companhia Vera Cruz que pretendia realizar uma série de documentários sobre temas brasileiros. Nesse filme é mostrado e analisado o painel de arte moderna "Tiradentes", de autoria de Candido Portinari. Exibindo as diferentes pinturas do painel, o filme conta de forma linear a história da Inconfidência Mineira, dividindo-a em diferentes partes: inicia com a "conspiração", depois a "sentença", "execução", "esquartejamento" e finalmente, a "libertação". As imagens são acompanhadas da música de Francisco Mignone e na parte da sentença há a leitura do texto condenatório. A fotografia é de Chick Fowle.
O filme está disponível para assistir através do Banco de Conteúdos Culturais da Cinemateca Brasileira.

## Premiação
- Primeiro Prêmio do Festival Internacional de Punta del Leste – Uruguai - 1952 [2]